# 波兹·马龙
奧斯汀·理查德·波斯特（英語：Austin Richard Post，1995年7月4日—），以其藝名巨星·馬龍（英語：Post Malone）闻名，是一名美國歌手、演員、饒舌歌手、詞曲作家和音樂製作人。其作品融合了不同的流行种类，包括嘻哈、節奏藍調、流行、陷阱音樂和摇滚的音乐风格，内省的词曲创作，简洁的声线令马龙广受欢迎。马龙出生在纽约州的，在德克萨斯州的格雷普韦恩长大。他于2015年发布其首张单曲〈White Iverson〉出道，这首歌在《告示牌》百强单曲榜中排名第14，并获得了与聯眾唱片签订的唱片合约。他的藝名源自於饒舌產生器。
马龙于2016年发布了其首张录音室专辑《ㄎ一ㄤ》，在《公告牌》二百强专辑榜中排名第六，此专辑还在2018年六月被美國唱片業協會认证为三重白金唱片。马龙于2018年发布他的二张录音室专辑《趴踢人生》，此专辑不仅在发布的第一天便登上了《公告牌》二百强专辑榜榜首，同时还打破了多项流媒体播放记录。 马龙的专辑还在第61屆格萊美獎中被提名為年度最佳专辑。2018年，马龙與美國歌手饒舌歌手斯韦·李為電影《蜘蛛人：新宇宙》製作的配樂〈太陽花〉榮登《告示牌》百强单曲榜榜首。马龙的第三张专辑《血染好萊塢》於2019年9月6日正式发行。

## 早年生活
馬龍於1995年7月4日在紐約雪城出生。他由父親Rich Post和繼母Jodie撫養長大。他的父親在年輕時曾擔任DJ，並向馬龍介紹了許多不同流派的音樂，包括嘻哈、鄉村音樂和搖滾音樂。馬龍九歲那年，他的父親成為達拉斯牛仔隊販賣部的經理之後，他和他的家人搬到了德克萨斯州格雷普韋恩。馬龍開始彈吉他，並於10年參加美國樂隊Crown the Empire的試鏡，但因吉他弦斷裂而被拒絕。他將最初對學習吉他的熱忱歸功於流行電子遊戲《吉他英雄》。
馬龍一向熱衷於另類搖滾音樂，並於2017年6月在洛杉磯的Emo Nite參與DJ演出。據馬龍說，他第一次涉足專業音樂是在重金屬樂隊中開始的。不久之後，他過渡到了較柔和的搖滾和嘻哈音樂。

## 職業生涯

### 2011—2016：職業生涯開始與《ㄎ一ㄤ》

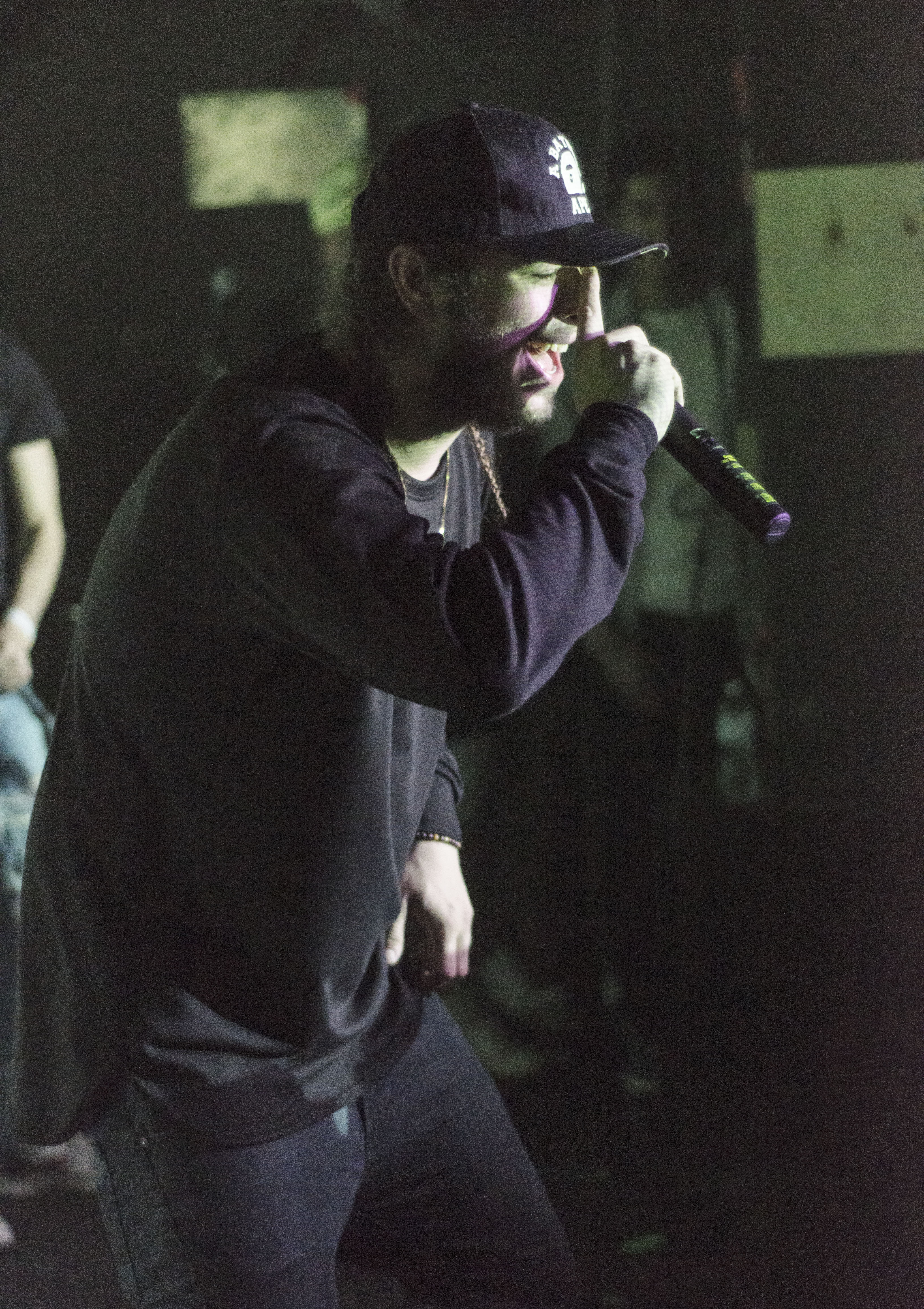
2015年的馬龍

根據馬龍自述，他14歲或15歲時選擇「Post Malone（巨星·馬龍）」作為自己的藝名。有傳言說這個名字是指職業籃球運動員卡爾·馬龍的名字，但馬龍後來解釋「Post」是他的姓，「Malone」是他用「饒舌名稱產生器」產生的。16歲那年，馬龍使用音訊編輯軟體Audacity創建了他的第一張混音带《Young and After Them Riches》，並向高中的一些同學展示了它。在高中時，他被他的同學形容為「最有可能成名」。他十幾歲時就在速食餐廳Chicken Express工作。
馬龍後來入讀塔蘭特縣學院（Tarrant County College），但最終輟學。離開大學後，馬龍和他的老朋友傑森·普羅斯特（Jason Probst）移居到加利福尼亚州洛杉矶。
搬到洛杉磯後，馬龍、普羅斯特和其他幾位製片人和藝術家組成了音樂團體「BLCKVRD」，並一起錄製了音樂。該小組的幾名成員，包括馬龍，一起搬進了洛杉磯圣费尔南多谷的一間房子。 在聖費爾南多谷生活期間，馬龍遇到了唱片製作人FKi 1st和創辦FKi的索斯·羅德·里奇（Sauce Lord Rich），里奇製作了馬龍的幾首曲目，如〈White Iverson〉。馬龍在寫完歌的兩天後就錄製了這首歌。〈White Iverson〉的歌詞暗示了籃球名人堂球員艾倫·艾佛森。2015年2月，歌曲上傳到馬龍的SoundCloud帳戶。2015年7月19日，馬龍為《White Iverson》發行了音樂影片。 該單曲獲得了麥克·米勒和维兹·卡利法的稱讚。然而這首歌卻被運動衫小霸王（Earl Sweatshirt）嘲笑。

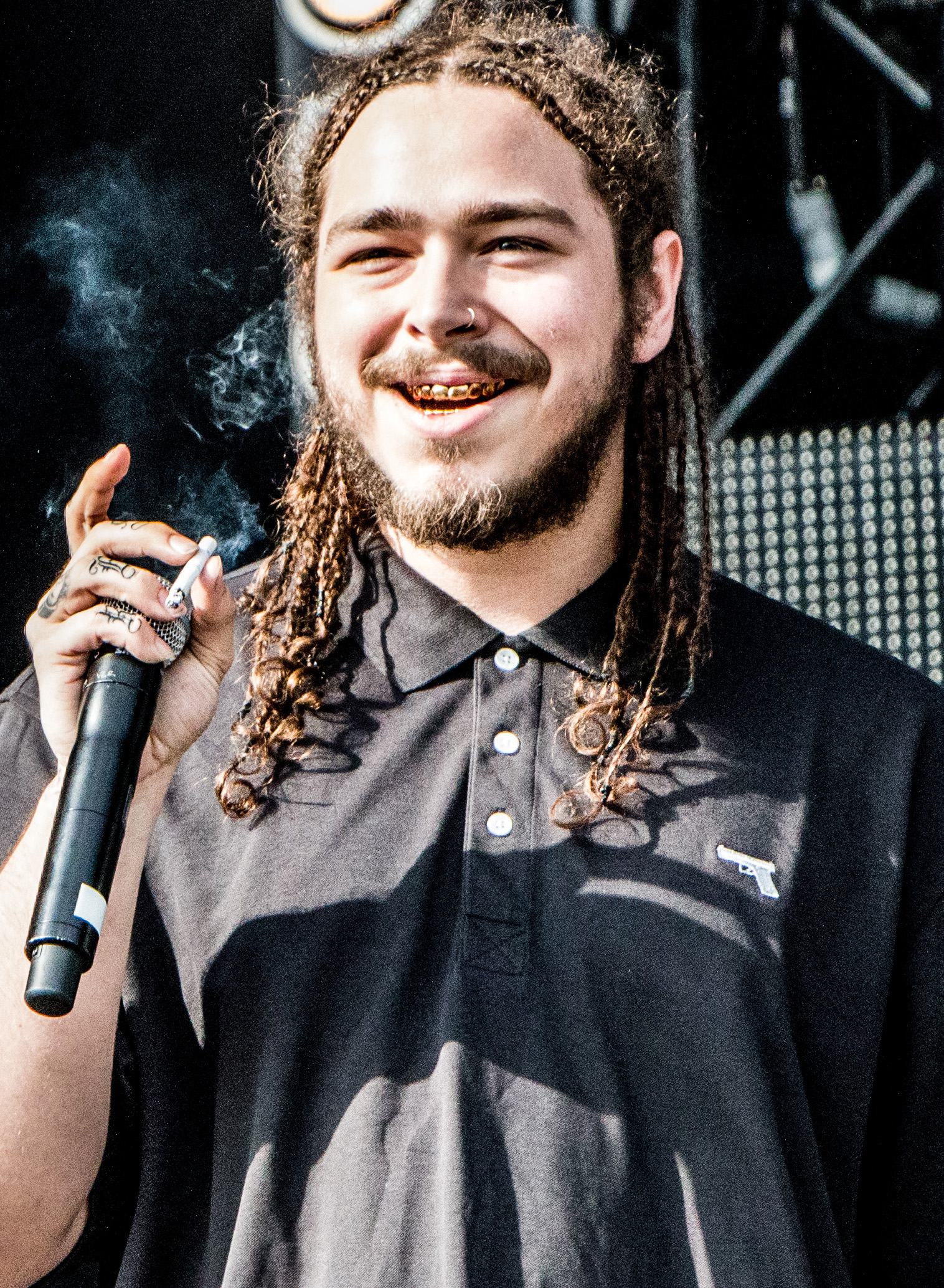
2016年在加拿大VELD音樂節的馬龍

在發行《White Iverson》的一個月內，這首歌獲得一百萬次觀看，致使馬龍獲得了唱片公司的關注。2015年8月，他與聯眾唱片簽訂了唱片合約。馬龍隨後與許多著名嘻哈歌手合作，例如50 Cent、扬·萨格和肯伊·威斯特等。2015年8月，他在凱莉·詹娜的18歲生日派對上演出，在那遇見了喜歡他音樂的肯伊·威斯特，致使肯伊與馬龍合作單曲〈Fade〉，收錄在肯伊的專輯《The Life of Pablo》。馬龍後來開始與加拿大歌手兼詞曲作家小賈斯汀建立友誼，導致馬龍成為2016-2017年「Bieber's Purpose World Tour」的開幕式歌手。2016年4月20日，馬龍在贊恩·洛（Zane Lowe）的Beats 1演出中首播了他的新單曲《Go Flex》。
2016年5月12日，他發行了自己的第一個全長作品，即8月26日發行的混音帶，其標題是他首張專輯發行日期的參考。2016年6月9日，馬龍在《吉米夜現場》表演了《Go Flex》。
2016年6月，嘻哈音樂雜誌《XXL》的主編Vanessa Satten透露，馬龍被選為《XXL》的「2016年新生代」雜誌封面人物，但她被馬龍陣營告訴她，馬龍並沒有太在意嘻哈，並打算朝著搖滾/流行/鄉村的方向發展。
2016年8月，馬龍為他的專輯《ㄎ一ㄤ》遲到表示歉意，專輯已於11月4日開始接受預訂，最終於12月9日發行。馬龍後來將專輯稱為「mediocre」，單曲《Congratulations》(Quavo客串)獲得成功，是在告示牌百强单曲榜上的第一首前十名歌曲，最高峰達到第八名。《ㄎ一ㄤ》還精選了前100首熱門單曲《I Fall Apart》和《Deja Vu》（小賈斯汀客串），專輯隨後於2017年10月被RIAA認證為雙白金。

### 2017—2019年：《趴踢人生》與《血染好萊塢》
2017年2月，馬龍透露了他的下一個項目《趴踢人生》的名稱，該項目定於12月發行，最終被推遲到2018年。9月，馬龍發行了專輯中的第一張單曲〈Rockstar〉(21·萨维奇客串)。這首歌在告示牌百强单曲榜上連續占據榜首長達八周。促使《滾石》雜誌在2017年稱他為「美國最受歡迎的音樂家之一」。11月，馬龍發行了由Emil Nava執導的〈Rockstar〉官方音樂影片。
在2018年2月20日，馬龍與Ty Dolla Sign一起預覽了他的新歌，名為〈鈔狂〉（Psycho）。〈鈔狂〉於2018年2月23日發行，並宣布與21·萨维奇巡迴演唱。這首歌在告示牌百强单曲榜上排名第二，成為馬龍第三次進入前十的歌曲。馬龍於2018年4月5日表示，專輯《趴踢人生》將在2018年4月27日發布。發布後，專輯就打破了Spotify的首日串流媒體記錄，在全球有7870萬流量，並在公告牌二百强专辑榜上排名第一，第一周就得到了461,000張專輯當量，其中有153,000張來自純銷售額。專輯在四天後也獲得了RIAA的白金認證，並產生了三首前10名和六首前20名歌曲。

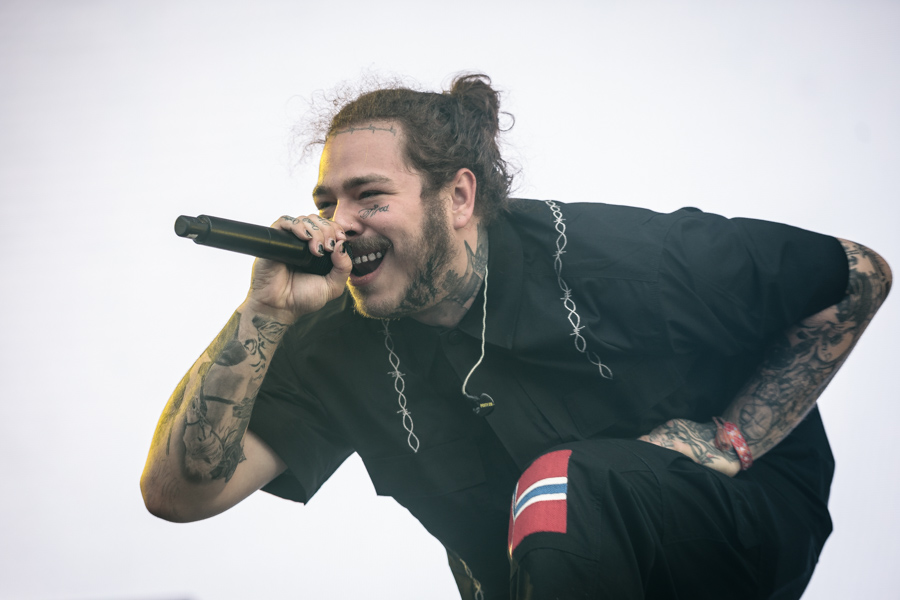
2018年的馬龍

在2018年5月接受《告示牌》採訪時，馬龍的主管宣布馬龍正計劃成立自己的唱片公司和電影製作公司，馬龍後來在公告牌音乐奖以〈Rockstar〉（21·萨维奇客串）贏得了最佳嘻哈歌曲。馬龍於2018年6月確認自己正在寫第三張專輯，並確認將於10月28日在德克萨斯州達拉斯舉行由他主辦的名為「Posty Fest」的音樂節。馬龍許諾這將是「重磅炸彈」—邀請嘻哈歌手特拉维斯·斯科特等大咖陣容。
8月，馬龍在《告示牌》的最佳R&B和嘻哈專輯榜上打破了迈克尔·杰克逊維持34年的紀錄，《ㄎ一ㄤ》的排名花費了77週；《顫慄》花費了76週。在他上吉米·法伦的《今夜秀》時，他預覽了與斯韦·李合作為《蜘蛛人：新宇宙》的電影配樂歌曲〈太陽花〉。2018年11月，證實馬龍正在他位於犹他州的家中錄製他的第三張專輯。
馬龍的專輯《趴踢人生》在第61屆格萊美獎上獲得了4個獎項提名，如年度專輯和年度製作。他在2019年2月10日的頒獎晚會上與嗆辣紅椒一起演出。在2019年7月，馬龍發布了有扬·萨格客串的單曲〈Goodbyes〉，並宣布斯韦·李作為《Runaway Tour》的開幕式。8月5日，馬龍在YouTube上分享了一段未發行的曲目〈Circles〉。然後他在第二屆Bud Light: Dive Bar concert上演唱了這首歌，並確認官方歌曲將在下週發行。在同一天，即2019年7月25日，他宣布了專輯已製作完成；8月30日即發行了這首歌。馬龍於8月26日在Twitter上宣布，他的第三張錄音室專輯名稱為《血染好萊塢》（Hollywood's Bleeding），並將於2019年9月6日發行。專輯在《公告牌》二百强专辑榜上排名第一，第一週就售出了489,000張的專輯當量。

### 2020-2022：十二克拉的牙痛
2020年3月12日，馬龍如期舉行在丹佛百事可樂中心的音樂會，吸引了20,000人的人群售罄了票，幾乎是在COVID-19大流行封鎖之前美國最大的封閉式聚會。由於對COVID-19大流行的擔憂日益加劇，馬龍不得不取消他的表演。
2021年11月5日，馬龍推出了與威肯合作的單曲〈One Right Now〉。
2022年5月13日，馬龍推出與羅迪·里奇合作的歌曲〈Cooped Up〉。同年6月3日正式推出專輯十二克拉的牙痛。

## 音樂風格
馬龍的音樂包含嘻哈、R&B、流行音樂、陷阱、流行嘻哈、搖滾饒舌和云雾说唱。馬龍的音樂被描述為「融合鄉村、頹廢、嘻哈和R&B的大雜燴」，而馬龍本人則被描述為多才多藝。他的聲線被描述為簡潔。《纽约时报》的Jon Caramanica將馬龍描述為「一個遊走在唱歌和饒舌，嘻哈和詭異的英國民謠搖滾之間的藝術家」。馬龍本人稱自己的音樂為「無流派」。
鲍勃·迪伦—讓他在15歲左右被其影響並對音樂產生了濃厚的興趣的人，馬龍稱他為「天才」和「神」，儘管他的音樂被稱為「離搖滾樂很遠」。他將「地下鄉愁藍調」稱為「第一饒舌歌曲」。他也有迪倫的紋身。馬龍也稱寇特·柯本和強尼·凱許為他的主要影響來源，還有50 Cent（他將其稱為傳奇人物）、肯伊·威斯特和Key!等人。

## 音樂作品

### 專輯
- ㄎ一ㄤ（英语：Stoney (album)）（2016）
- 趴踢人生（英语：Beerbongs & Bentley）（2018）
- 血染好萊塢（2019）
- 十二克拉的牙痛（2022）
- Austin（2023）
- F-1 Trillion（2024）

### 開幕式
- 小賈斯汀 – Purpose World Tour（2016）

## 註解
1. ↑  "melting pot of the country, grunge, hip hop and R&B"
2. ↑  "an artist who toes the line between singing and rapping, and hip-hop and spooky electric folk"

## 外部鏈結
波兹·马龙在互联网电影资料库（IMDb）上的資料（英文）